# Hebbaranahalli, Arsikere
Hebbaranahalli là một làng thuộc tehsil Arsikere, huyện Hassan, bang Karnataka, Ấn Độ.